# Kalvträsket (Degerfors socken, Västerbotten)
Kalvträsket är en sjö i Vindelns kommun i Västerbotten och ingår i Umeälvens huvudavrinningsområde. Sjön har en area på 0,351 kvadratkilometer och ligger 215,2 meter över havet. Sjön avrinner genom Kalvträskforsen till Hjukensjön.

## Delavrinningsområde
Kalvträsket ingår i det delavrinningsområde (716360-167625) som SMHI kallar för Mynnar i Hjukensjön. Medelhöjden är 226 meter över havet och ytan är 1,68 kvadratkilometer. Räknas de 14 avrinningsområdena uppströms in blir den ackumulerade arean 119,21 kvadratkilometer. Krokan som avvattnar avrinningsområdet har biflödesordning 4, vilket innebär att vattnet flödar genom totalt 4 vattendrag innan det når havet efter 150 kilometer. Avrinningsområdet består mestadels av skog (62 procent). Avrinningsområdet har 0,35 kvadratkilometer vattenytor vilket ger det en sjöprocent på 20,8 procent.